# Карни (остров)
Карни (на английски: Carney Island) е остров в югозападната част на море Амундсен, попадащо в Тихоокеанския сектор на Южния океан. Разположен е на около 35 km северно от Брега Бакутис, на Земя Мери Бърд в Западна Антарктида, от който го отделя източната част на шелфовия ледник Гец. Западно от него е остров Сайпъл, а източно – остров Майстор. Дължина от запад на изток 110 km, площ 8500 km².
Островът е открит, а впоследствие картиран на базата на направените аерофотоснимки през 1957 – 58 г. от поредната американска антарктическа експедиция, по време на Международната геофизическа година и е наименуван в чест на адмирал Робърт Карни (1895 – 1990), командващ морските сили на експедицията.